# Alchemilla lucida
Alchemilla lucida es una especie de planta del género Alchemilla, perteneciente a la familia Rosaceae.

## Taxonomía
Alchemilla lucida fue descrita por Robert Buser en 1906.

## Distribución
Se encuentra en el territorio de Francia, Italia y España.